# Список послов России и СССР в Бразилии
В статье представлен список послов России и СССР в Бразилии.

## Хронология дипломатических отношений
- 30 мая 1811 г. — указ Коллегии иностранных дел Российской империи об учреждении постов генерального консула и вице-консула в Рио-де-Жанейро.
- 9 декабря 1827 г. — Россия признала независимость Бразилии.
- 3 октября 1828 г. — установлены дипломатические отношения на уровне миссий.
- 1895 г. — российская миссия перенесена из Рио-де Жанейро в Буэнос-Айрес.
- 1898 г. — российская миссия перенесена из Буэнос-Айреса в Рио-де Жанейро.
- 1917 г. — дипломатические отношения прерваны после Октябрьской революции.
- 2 апреля 1945 г. — установлены дипломатические отношения на уровне посольств.
- 20 октября 1947 г. — дипломатические отношения прерваны правительством Бразилии.
- 23 ноября 1961 г. — дипломатические отношения восстановлены на уровне посольств.

## Список послов
| Срок полномочий                   | Посол                                 | Годы жизни | Вручение верительных грамот | Комментарии                                                                                        |
| --------------------------------- | ------------------------------------- | ---------- | --------------------------- | -------------------------------------------------------------------------------------------------- |
| Российская империя                |                                       |            |                             | |
| 3 октября 1828 — 20 декабря 1831  | Франц Францевич Борель                | 1775—1832  |                             | Посланник                                                                                          |
| 20 декабря 1831 — 16 марта 1835   | Аполлон Петрович Мальтиц              | 1796—1870  |                             | Поверенный в делах                                                                                 |
| 16 марта 1835 — 11 марта 1848     | Сергей Григорьевич Ломоносов          | 1799—1857  |                             | Поверенный в делах (до 11 марта 1841), затем до 23 ноября 1843 — министр-резидент, затем посланник |
| 1847 — 1849                       | Карл Андреевич Фрейтаг фон Лорингофен | 1811—1882  |                             | Поверенный в делах                                                                                 |
| 3 ноября 1848 — 9 февраля 1854    | Александр Иванович Медем              | 1803—1859  |                             | Посланник                                                                                          |
| 13 февраля 1854 — 13 апреля 1857  | Оттон Иванович Эверс                  | 1812—1873  |                             | Поверенный в делах                                                                                 |
| 7 июля 1856 — 3 апреля 1871       | Дмитрий Григорьевич Глинка            | 1808—1883  |                             | Посланник                                                                                          |
| 3 апреля 1871 — 18 августа 1881   | Иосиф Францевич Коскуль               | 1829—1887  |                             | Посланник                                                                                          |
| 2 июля 1883 — 22 декабря 1892     | Александр Семёнович Ионин             | 1837—1900  |                             | Посланник                                                                                          |
| 11 мая 1895 — 8 июня 1898         | Михаил Николаевич Гирс                | 1856—1932  |                             | Посланник                                                                                          |
| 8 июня 1898 — 1904                | Алексей Николаевич Шпейер             | 1854—1916  |                             | Посланник                                                                                          |
| декабрь 1904 — 1909               | Маврикий Эдуардович Прозор            | 1849—1928  |                             | Посланник                                                                                          |
| 1910 — 1915                       | Пётр Васильевич Максимов              | 1852—1915  |                             | Посланник                                                                                          |
| 1916 — 1917                       | Александр Ипполитович Щербатский      | 1874—1952  |                             | Посланник                                                                                          |
| Временное правительство России    |                                       |            |                             | |
| 1917 — 26 ноября 1917             | Александр Ипполитович Щербатский      | 1874—1952  |                             | Посланник                                                                                          |
| СССР                              |                                       |            |                             | |
| 13 мая 1946 — 20 октября 1947     | Яков Захарович Суриц                  | 1882—1952  | 31 мая 1946                 | Посланник                                                                                          |
| 12 декабря 1961 — 21 октября 1962 | Илья Семёнович Чернышёв               | 1912—1962  | 28 февраля 1962             | |
| 21 ноября 1962 — 30 сентября 1965 | Андрей Андронович Фомин               | 1918—1983  | 7 декабря 1962              | |
| 30 сентября 1965 — 30 мая 1974    | Сергей Сергеевич Михайлов             | 1912—1984  | 21 октября 1965             | |
| 30 мая 1974 — 24 марта 1981       | Дмитрий Александрович Жуков           | 1909—1981  | 29 июля 1974                | |
| 2 сентября 1981 — 5 сентября 1986 | Владимир Иванович Чернышёв            | 1929—1997  | 29 сентября 1981            | |
| 5 сентября 1986 — 26 августа 1988 | Виктор Фёдорович Исаков               | 1932—      |                             | |
| 26 августа 1988 — 25 декабря 1991 | Леонид Филиппович Кузьмин             | 1930—2016  |                             | |
| Российская Федерация              |                                       |            |                             | |
| 25 декабря 1991 — 3 сентября 1992 | Леонид Филиппович Кузьмин             | 1930—2016  |                             | |
| 3 декабря 1993 — 17 апреля 1998   | Иосиф Николаевич Подражанец           | 1938—      |                             | |
| 11 января 1999 — 15 июля 2004     | Василий Петрович Громов               | 1936—2024  |                             | |
| 15 июля 2004 — 23 ноября 2009     | Владимир Львович Тюрденев             | 1949—      |                             | |
| 15 февраля 2010 — 28 января 2021  | Сергей Погосович Акопов               | 1954—      |                             | |
| 28 января 2021 — настоящее время  | Алексей Казимирович Лабецкий          | 1957—      | 5 апреля 2021               | |